# Gary Etherington
Gary Etherington (ur. 22 kwietnia 1958 w Londynie) – amerykański piłkarz pochodzenia angielskiego występujący na pozycji napastnika, pomocnika i obrońcy, reprezentant kraju.

## Kariera piłkarska
Gary Etherington urodził się w Londynie, jednak w wieku 15 lat wyemigrował wraz z rodzicami do Stanów Zjednoczonych i osiedlił się w Wirginii, gdzie uczęszczał do szkoły średniej, w której grał w piłkę nożną oraz w drużynie futbolu amerykańskiego na pozycji placekickera.
W 1975 roku grał wraz z drużyną Annandale Cavaliers w turnieju U-19 McGuire Cup, którego drużyna została triumfatorem pokonując w półfinale Fountain Valley (4:0) oraz w finale Spartę Chicago (3:0).
W 1976 roku po ukończeniu szkoły średniej Gary Etherington podpisał kontrakt z klubem ligi NASL – New York Cosmos. W sezonie 1977 rozegrał zaledwie 4 mecze, co jednak nie przeszkodziło mu w zdobyciu mistrzostwa ligi. Jednak w następnym sezonie był już podstawowym zawodnikiem drużyny, w której obronił tytuł mistrzowski, rozegrał 21 meczów i strzelił 3 gole, a w dodatku został wybranym Odkryciem Roku NASL. W klubie występował do 1979 roku, rozgrywając w jego barwach 36 meczów i strzelając 4 gole w lidze NASL. W sezonie 1980 reprezentował barwy Los Angeles Aztecs (25 meczów, 1 gol w lidze NASL oraz 11 meczów, 13 goli w halowej lidze NASL).
Następnie w 1981 roku Gary Etherington został zawodnikiem San Jose Earthquakes, w którym występował do 1983 roku (w 1982 roku klub zmienił nazwę na Golden Bay Earthquakes) grając w 62 meczach i strzelając 7 goli w lidze NASL oraz 18 meczów i 6 goli w halowej lidze NASL, a w lidze MISL rozegrał 20 meczów i strzelił 8 goli.
Następnie dnia 20 stycznia 1983 roku wraz z klubowymi kolegami: Gordonem Hillem i Steve’em Zungulem został zawodnikiem New York Arrows. W barwach klubu rozegrał 66 meczów i strzelił 13 goli w lidze MISL.
Potem w 1984 roku został zawodnikiem klubu ligi NASL – Minnesota Strikers, w której w rozgrywkach ligi NASL rozegrał 17 meczów i strzelił 1 bramkę. Potem występował z drużyną w rozgrywkach ligi MISL (wicemistrzostwo ligi w sezonie 1985/1986, udział w Meczu Gwiazd w sezonie 1986/1987), w którym występował do 1988 roku grając w 147 meczach i strzelając 17 goli w lidze MISL.
Następnie Etherington został zawodnikiem San Diego Sockers, z którym zdobył mistrzostwo ligi w sezonie 1988/1989 (rozegrał 10 meczów z powodu operacji kolana). Po tym sukcesie Gary Etherington w 1989 roku zakończył piłkarską karierę.
Gary Etherington łącznie w lidze NASL rozegrał 140 mecze i strzelił 13 goli, a w halowej lidze rozegrał 29 meczów i strzelił 19 goli, a w lidze MISL rozegrał 283 mecze i strzelił 38 goli.

## Kariera reprezentacyjna
Gary Etherington grał w reprezentacji Stanów Zjednoczonych U-20, z którą grał w kwalifikacjach do mistrzostw świata U-20 1977, w których Etherington strzelił 6 goli, jednak reprezentacja zajęła 3.miejsce w eliminacjach i nie zakwalifikowała się na turniej.
Gary Etherington w reprezentacji Stanów Zjednoczonych zadebiutował dnia 15 września 1977 roku na Estadio Cuscatlán w San Salvador w wygranym 2:1 meczu towarzyskim z reprezentacją Salwadoru. Ostatni mecz w reprezentacji Stanów Zjednoczonych rozegrał dnia 3 lutego 1979 w Seattle w przegranym 1:3 nieoficjalnym meczu towarzyskim z reprezentacją Związku Radzieckiego. Gary Etherington łącznie w reprezentacji Stanów Zjednoczonych rozegrał 7 meczów.

## Sukcesy

### New York Cosmos
- Mistrzostwo NASL: 1977, 1978

### Minnesota Strikers
- Wicemistrzostwo MISL: 1986

### San Diego Sockers
- Mistrzostwo MISL: 1989

### Indywidualne
- Odkrycie Roku NASL: 1978

## Po zakończeniu kariery
Gary Etherington po zakończeniu kariery piłkarskiej brał udział w wielu przedsięwzięciach związanych z piłką nożną. Jest współzałożycielem Murrieta Soccer Club w 1992 roku, gdzie przez pięć lat był trenerem drużyn młodzieżowych klubu.
Gary Etherington spędził również kilka lat w ligach dorosłych w północnej Kalifornii. Etherington został regionalnym kierownikiem sprzedaży sprzętu do piłki nożnej i firm odzieżowych, w tym Umbro.
W 2007 roku Gary Etherington został wprowadzony do Virginia Soccer Hall of Fame.